# Mikroregion Tefé

Mikroregion Tefé

Mikroregion Tefé – mikroregion w brazylijskim stanie Amazonas należący do mezoregionu Centro Amazonense. Ma powierzchnię 40.038,6 km²

## Gminy
- Alvarães
- Tefé
- Uarini